# Formosiella
Formosiella is een geslacht van kevers uit de familie van de loopkevers (Carabidae). De wetenschappelijke naam van het geslacht is voor het eerst geldig gepubliceerd in 1951 door Jedlicka.

## Soorten
Het geslacht Formosiella omvat de volgende soorten:
- Formosiella brunnea Jedlicka, 1951
- Formosiella sichuanensis Kirschenhofer, 2012
- Formosiella vietnami Kirschenhofer, 1994